# Карватко Богдан Владиславович
Богдан Владиславович Карватко (6 січня 1994, м. Вінниця — 20 червня 2022, м. Лисичанськ, Луганська область, Україна) — український військовослужбовець, майор 1 БрОП Національної гвардії України, учасник російсько-української війни, який загинув у ході російського вторгнення в Україну. Герой України (2022, посмертно).

## Життєпис
Уродженець Вінниці.
2010 року вступив до факультету внутрішніх військ Навчально-наукового інституту підготовки фахівців для підрозділів міліції громадської безпеки та ВВ столичної Національної академії внутрішніх справ (нині цей факультет перетворений на Київський інститут Національної гвардії України).
Проходив військову службу у 1-й Президентській бригаді оперативного призначення Національної гвардії України.
У липні 2014-го лейтенант Карватко обійняв посаду командира взводу бригади НГУ. Він поступово піднімався кар'єрними сходинками, був командиром батареї і роти, офіцером та старшим офіцером відділення бойової та спеціальної підготовки, а в липні 2021 року був призначений старшим помічником начальника відділення бойової та спеціальної підготовки бригади.
Від ночі 24 лютого 2022 року, коли російська армія вдерлася на територію України, майор Карватко разом з військовослужбовцями свого з'єднання обороняв столицю. Зокрема, офіцер доклав значних зусиль для організації та обладнання вогневих позицій у районі Київського водосховища, прикриваючи позиції зенітників ЗСУ. Потім очолив зведений підрозділ, що дістав бойове завдання взяти під охорону аеродром спортивного комплексу «Чайка» та не допустити висадки ворожого десанту. Ці завдання Богдан виконав на відмінно. Попри неодноразові спроби прорватися до столиці, ворог щоразу діставав гідну відсіч. Зокрема, в одному з боїв майор Карватко особисто знищив ворожу бойову машину піхоти та 9 окупантів.
На початку червня 2022-го Богдан Карватко відбув на схід України, де тривав потужний наступ російських військ. Офіцер став одним із героїчних оборонців міста Сєвєродонецька Луганської области. Чого вартий лише бій 17 червня 2022 року, коли підрозділ під його командуванням зайняв позиції на околицях села Метьолкіного неподалік Сєвєродонецька.
Намагаючись прорвати оборону гвардійців, противник кинув в атаку два танки Т-62М, одну БМП та близько 60 вояків. Спрогнозувавши дії ворога, майор Карватко замінував підходи до позицій. Підпустивши росіян поближче, офіцер здійснив дистанційний підрив мін, знищивши танк та БМП. Після цього Богдан Владиславович із ручного протитанкового гранатомета підбив другий Т-62М, а потім вогнем з ручного кулемета знищив 5 окупантів. Атаку було відбито.
19 червня 2022 року окупаційні війська вкотре обстріляли Сєвєродонецьк із реактивних систем залпового вогню «Град», у кількох житлових будинках почалася пожежа. Розуміючи, що там могли залишитися люди, офіцер організував пошук та евакуацію потерпілих.
В одній із квартир Богдан Владиславович знайшов жінку з дитиною і вивів їх у безпечне місце. Загалом того дня гвардійці на чолі з майором Карватком евакуювали 18 місцевих жителів, зокрема трьох дітей, переправивши їх через річку Сіверський Донець.
20 червня 2022 року Богдану Карватку доручили зайняти рубіж оборони на північних околицях міста Лисичанська та здійснити вогневе прикриття автодороги Сєвєродонецьк — Бахмут, якою відходили колони окремої аеромобільної бригади та окремого мотопіхотного батальйону Збройних Сил України. Попри масований обстріл позицій гвардійців з реактивних систем залпового вогню, вони упродовж трьох годин тримали оборону. Коли захисні споруди були фактично зруйновані, росіяни пішли в наступ, і виникла загроза опинитись в оточенні. Майор Карватко наказав підлеглим відходити на запасні позиції, а сам залишився прикривати їх вогнем із кулемета. Хоробрий офіцер знищив близько десятка загарбників, аж поки не зазнав смертельного поранення.

## Нагороди
- Звання Герой України з удостоєнням ордена «Золота Зірка» (16 вересня 2022, посмертно) — за особисту мужність і героїзм, виявлені у захисті державного суверенітету та територіальної цілісності України, вірність військовій присязі[1].

## Військові звання
- майор.
- лейтенант (2014)
- солдат (на посаді курсанта, 2010).